# Öblarn
Öblarn is een gemeente (marktgemeinde) in de Oostenrijkse deelstaat Stiermarken. Ze maakt deel uit van de expositur Gröbming binnen het district Liezen en telt 1984 inwoners (2022).
De gemeente Öblarn werd in 2015 uitgebreid met Niederöblarn.
Aich · Gröbming · Haus · Michaelerberg-Pruggern · Mitterberg-Sankt Martin  · Öblarn · Ramsau am Dachstein · Schladming · Sölk
- Gemeinsame Normdatei: 7548729-9
- MusicBrainz: 4806e6eb-703d-4c17-b0a2-ebc3f6e5b160
- Virtual International Authority File: 235256095